# Tapiwa Kumbuyani
Tapiwa Kumbuyani (ur. 8 lutego 1983 w Gweru, zm. 12 maja 2024 tamże) – zimbabwejski piłkarz grający na pozycji obrońcy. W swojej karierze rozegrał 7 meczów w reprezentacji Zimbabwe.

## Kariera klubowa
Swoją karierę piłkarską Kumbuyani rozpoczął w klubie Chapungu United FC. W sezonie 2003 zadebiutował w jego barwach w pierwszej lidze zimbabwejskiej. W 2006 występował w Hwange FC. W 2009 był piłkarzem Monomotapa United FC, w 2011 - Blue Rangers FC, w latach 2011-2014 - CAPS United, w latach 2015-2016 - w How Mine FC, w 2017 - w Bantu Rovers FC, a w 2018 w Chapungu United FC, w którym zakończył karierę.

## Kariera reprezentacyjna
W reprezentacji Zimbabwe Kumbuyani zadebiutował 10 sierpnia 2011 w wygranym 2:0 towarzyskim meczu z Zambią, rozegranym w Harare. Od 2011 do 2012 wystąpił w kadrze narodowej 7 razy.